# Stenele tripuncta
Stenele tripuncta là một loài bướm đêm trong họ Geometridae.